# Pontours
Pontours – miejscowość i gmina we Francji, w regionie Nowa Akwitania, w departamencie Dordogne.
Według danych na rok 1990 gminę zamieszkiwało 187 osób, a gęstość zaludnienia wynosiła 28 osób/km² (wśród 2290 gmin Akwitanii Pontours plasuje się na 990. miejscu pod względem liczby ludności, natomiast pod względem powierzchni na miejscu 1304.).